# Quartier de Davis

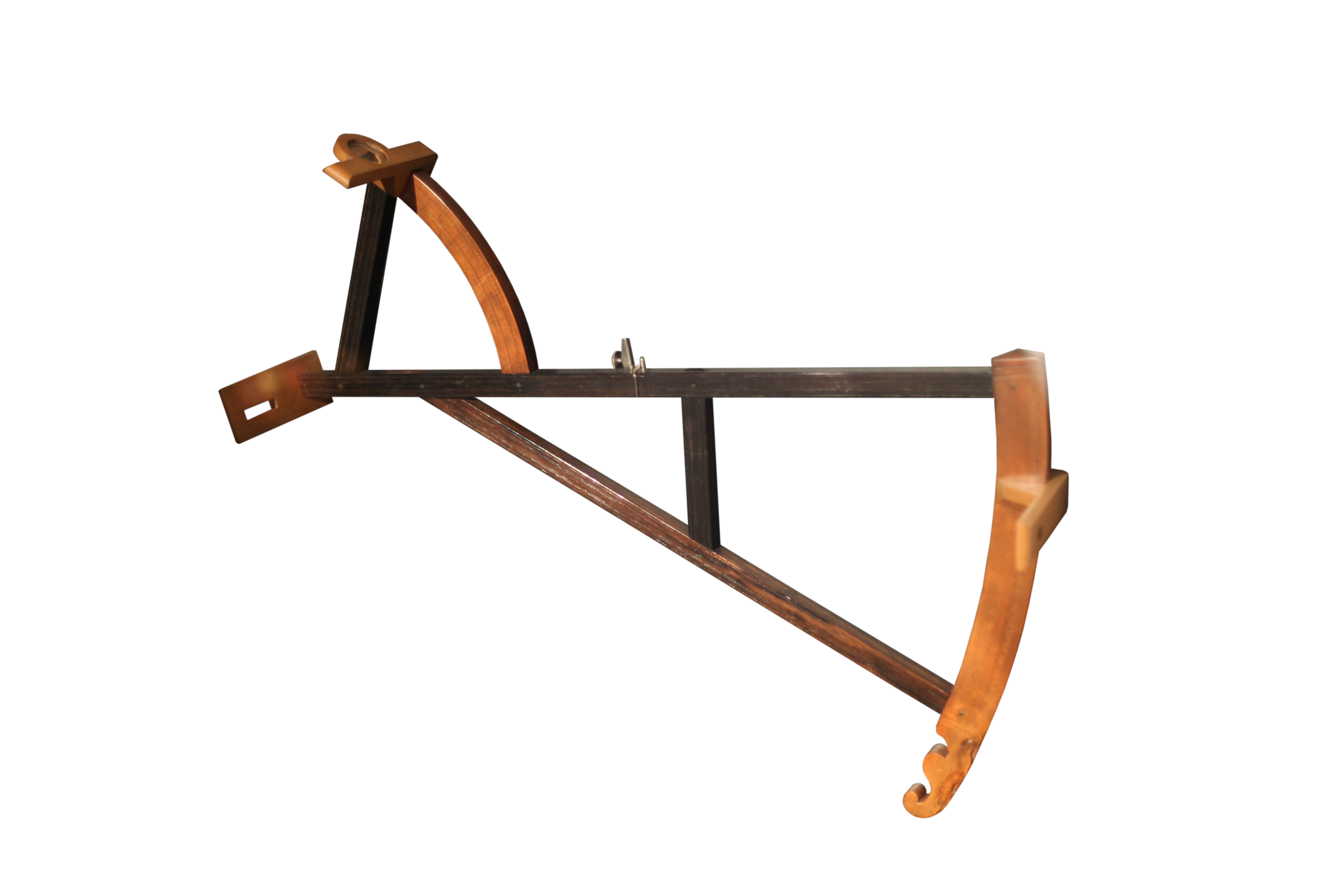
Quartier de Davis fabriqué en 1765 par Johannes Van Keulen. Exposé au musée national de la Marine de Paris.

Le quartier de Davis ou quartier anglais est un ancien instrument de mesure angulaire employé dans la marine, à bord des navires, pour faire le point en mer. Cet instrument a succédé au quadrant de navigation.

## Histoire
Observer le Soleil avec un quadrant est très difficile, notamment du fait de son intensité lumineuse. Il est alors commun de se tenir à côté de l'instrument et d'observer le Soleil par ombre portée pour prendre la mesure. Ceci demande deux personnes et n'est guère plus précis qu'une observation normale. Ainsi, quand les quadrants à observation de dos (Backstaff en anglais) apparaîtront, ces nouveaux instruments seront une innovation majeure.
Le quartier de Davis, du nom du capitaine Davis qui en parle pour la première fois en 1595, offre une alternative au quadrant traditionnel. En effet, puisque les mesures se prennent dos au Soleil, elles permettent - avec d'autres améliorations - de relever la hauteur de « l'astre de feu » sans se brûler les yeux.
Construit en bois, il comporte deux arcs de cercle gradués : le supérieur est un secteur de 60° et l'inférieur un de 30° à l'origine (soit 90° au total). Les centres des arcs coïncident avec une fente de visée ménagée dans un marteau B (sur la figure). Deux pinnules A et C, réglables, dont celle qui filtre le Soleil A est munie d'un « verre ardent » matérialisent l'angle mesuré ; l'image du Soleil se fait sur la fente du marteau par laquelle l'observateur aligne l'horizon. L'exactitude des mesures est de l'ordre du dixième de degré.
Cet instrument sera utilisé jusqu'à la fin du XVIIIe siècle.
|                       |
| Le quartier de Davis. |

|                                                 |
| Carte à jouer illustrée d'un quartier de Davis. |

|                                     |
| Quartier Anglais avec ses pinnules. |